# Campo de concentración de Ohrdruf

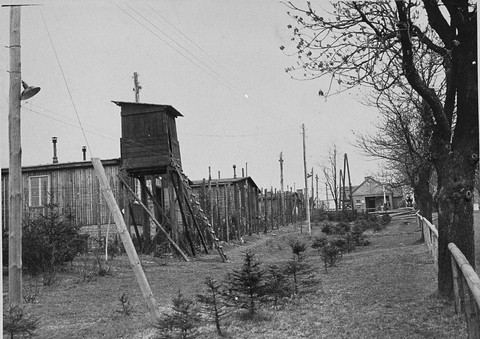
Una sección del campo. Se puede apreciar una torre de vigilancia, un cuartel y alambre de púas.

El campo de concentración de Ohrdruf fue un campo de concentración nazi situado en la ciudad de Ohrdruf, Alemania. 
En 1936 introdujo aquí el correo imperial un centro directivo de teléfonos. En 1941/42 se instaló un pequeño campo de prisioneros de guerra rusos. En el otoño de 1944 se hizo cargo del campo las SS, que instaló en el terreno del campo un comando externo de Buchenwald, con el nombre de Ohrdruf S III (“Ohrdurf-Nord”). Los trabajadores en régimen de esclavitud construyeron aquí un Cuartel de Mando subterráneo para Adolf Hitler. Además fueron forzados a excavar extensos túneles y complejos de defensa subterráneos. En marzo de 1945 el campo albergaba 11.700 prisioneros.
De acuerdo con el libro escrito por el historiador alemán Rainer Karlsch y publicado en 2005, Ohrdruf pudo haber sido una de las sedes donde los nazis probaron su proyecto de energía nuclear, matando en el proceso a varios prisioneros de guerra bajo la supervisión de las SS. Esta investigación, sin embargo, no es unánimemente aceptada.
El 30 de enero de 1945 durante los crímenes finales de la guerra, fueron transportados a Belsen-Belsen 1000 trabajadores forzados, muriendo en la operación la mayor parte de ellos.
El 2 de abril de 1945 fueron obligados la mayor parte de los internados a cubrir a pie y bajo la vigilancia de los guardianes SS los 51 km que separaban este campo de Buchenwald. Apenas puede calcularse el número de prisioneros que durante esta marcha cayeron y murieron o, mejor dicho, fueron ejecutados por los vigilantes SS.
El 4 de abril de 1945 el campo fue tomado por la 4ª División de Tanques del ejército estadounidense, que instaló allí un campo de paso para prisioneros rusos liberados. El Campo de Muerte Ohrdruf fue así el primer campo de concentración nazi liberado por el ejército estadounidense.
El campo de trabajos forzados Ohrdruf fue el primero que veían los norteamericanos en el transcurso de la guerra; y aunque pequeño, era un verdadero campo de los horrores. El General Eisenhower se empeñó en hacer que tanto sus tropas como la población civil contemplaran con sus propios ojos durante los días siguientes este centro de crímenes nazis.
Al verlo, el General Patton se sintió mal y el propio Eisenhower se descompuso. El mariscal de campo del ejército estadounidense, General Bradley, obligó al Burgermeister de la ciudad y a su mujer a visitarlo. Al llegar de regreso a su casa ambos se suicidaron.
Los soldados estadounidenses obligaron a la población local alemana a entrar al campo, para que después enterraran los cadáveres de los internados y finalmente limpiaran todas las instalaciones. Prácticamente ningún habitante de la localidad se salvó de ver con sus propios ojos el horror que habían ocasionado a tanta gente inocente. En julio de 1945, los estadounidenses entregaron esta zona al ejército soviético.